# Saint-Jean-des-Vignes
Saint-Jean-des-Vignes es una comuna francesa situada en el departamento de Ródano, de la región de Auvernia-Ródano-Alpes.

## Demografía
| 138 | 148 | 202 | 241 | 324 | 381 | 396 | 416 |
| Para los censos de 1962 a 1999 la población legal corresponde a la población sin duplicidades (Fuente: INSEE [Consultar]) |     |     |     |     |     |     |     |

## Puntos de interés
- Espace Pierres Folles